# 萃文中学旧址
萃文中学旧址是中国安徽省芜湖市的一座历史建筑，位于镜湖区凤凰山，原为基督教来复会与基督会合办的萃文中学的校舍，建于1912年，现为安徽师范大学的教师宿舍4幢、3(1)幢。2006年公布为芜湖市文物保护单位。

## 历史
1892年，毕竟成（Zephaniah Charles Beals，1861—1946）夫妇受宣道会差遣，来华传教，驻安徽芜湖。1901年，毕竟成转入来复会，仍驻芜湖。1903年，他在芜湖青山街后巷15号造了两间房屋，创办了育英学堂。1906年，育英学堂改为由来复会与基督会合办，改名为“萃文书院（Union Academy）。毕竟成任监督。1909年，为了扩大办学规模，毕竟成卖掉自己的私宅和地产，得银万两，在凤凰山购地兴建校舍。1912年竟成楼、尔敦堂两幢新校舍完成，分别以前两任校长毕竟成、华得荣（Joseph Wharton）命名。书院迁至凤凰山新校址，并易名为萃文中学（Wuhu Academy），校长华得荣。1917年毕竟成转赴和县开拓，1927年回国。
萃文中学自1903年建校，至1952年政府接管的约五十年间，曾培养阿英、侯学煜、宁津生等校友。

## 建筑
萃文中学旧址现存竟成楼和教务处两幢校舍，均建于1912年，分别为三层和二层，均为红砖砌，铁皮屋顶。

## 现状
萃文中学在1952年由市政府接管，后改为安徽师范大学附属中学。1960年，学校迁址，原校址改为安徽师范大学教师宿舍。2006年3月2日，萃文中学旧址公布为芜湖市文物保护单位。